# Walter Magnifico
Walter Magnifico (né le 18 juin 1961 à San Severo, dans la province de Foggia, dans la région des Pouilles) est un joueur de basket-ball italien. 

## Biographie
Après avoir débuté dans le club de sa ville natale, il rejoint pour une saison la Fortitudo Bologne puis en 1980, il rejoint le club de Pesaro. Avec celui-ci, il dispute seize saisons et remporte deux titres de Champion d'Italie en 1988 et 1990 et deux Coupes d'Italie en 1985 et 1992. Le club échoue également en finale du championnat italien, par deux fois face au club de Milan en 1982 et 1985, puis face au Benetton Trévise en 1992, et enfin en 1994 face à la Virtus Bologne. Il remporte également un trophée européen avec la Coupe des Coupes 1983 face au club français de Villeurbanne. Il joue ensuite une saison avec la Virtus Bologne, club avec lequel il remporte une nouvelle coupe d'Italie. 
Au total, il dispute 760 rencontres de Serie A pour un total de 9 189 points et 4 246 rebonds.
Avec la sélection italienne, il dispute 244 rencontres et marque 2 026 durant la période 1984-1995. Pour sa première année, il dispute les jeux olympiques de 1984 à Los Angeles, compétition terminée à la cinquième place. Il remporte deux médailles en championnat d'Europe, l'argent lors du championnat d'Europe 1991 de Rome et le bronze au championnat d'Europe 1985 de Stuttgart. Il dispute également trois autres phases finales de cette compétition, terminant cinquième à Athènes en 1987, quatrième à Zagreb en 1989 et cinquième de nouveau à Athènes en 1995. Il termine également sixième lors du championnat du monde 1986.
Après sa carrière de joueur, il a entamé une carrière d'entraîneur.

## Palmarès

### Clubs
- Coupe des Coupes 1983
- Champion d'Italie 1988, 1990
- Coupe d'Italie 1985, 1992, 1997
- Coupe du monde des clubs 1967, 1970, 1973, 1987